# Christian Albert Frederich Thomsen

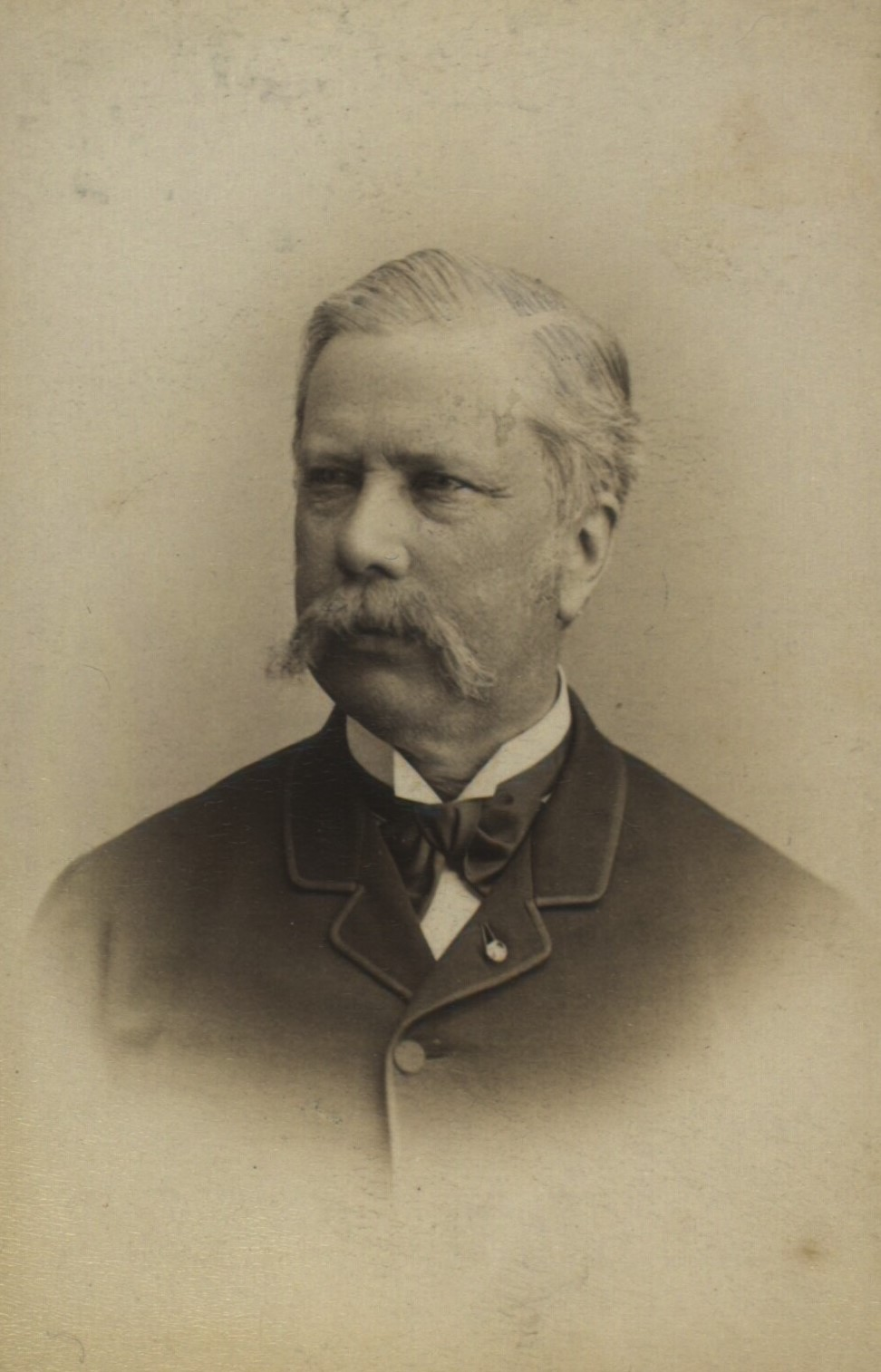
Christian Albert Frederik Thomsen.

Christian Albert Frederik Thomsen, född den 31 maj 1827 i Köpenhamn, död den 28 juni 1896 på Frederiksberg, var en dansk militär och politiker. Han var son till Andreas Peter Thomsen.
Thomsen studerade teologi, då 1848 års krig bröt ut, ingick då som frivillig i hären och deltog som löjtnant i fälttågen 1849-1850. Efter att ha genomgått Den kongelige militære højskole anställdes han 1856 i generalstaben och befordrades 1858 till kapten. I 1864 års krig var han stabschef hos general Hegermann-Lindencrone, men tjänstgjorde eljest sedan 1860 i krigsministeriet och hade som dettas direktör (sedan 1868) viktig andel i härorganisationens genomförande 1867. Thomsen var december 1872-juli 1874 krigsminister och framlade som sådan i januari 1873 det första förslaget till Köpenhamns befästande åt landsidan. Kort därpå invaldes han i folketinget (som sådan återvald till sin död) och blev snart en av högerns ledare och dess ordförande i militära frågor, sedan 1884 talman för dess grupp i folketinget. Han hade väsentlig del i den nya armélagen 1880 och i den politiska överenskommelsen ("det politiske forlig") 1894 samt var sedan ånyo krigsminister augusti 1894-april 1896. Sedan 1874 bar han titeln general och var 1884-1894 direktör för Landbohøjskolen samt sedan 1889 en av direktörerna för Det classenske fideikommis.